# Czarnotka (dopływ Mrożynki)
Czarnotka (niem. Taufborn, Legerstatt, Schwarzer Graben) – potok w południowo-zachodniej Polsce, w woj. dolnośląskim, w Górach Izerskich, lewy dopływ Mrożynki. Długość ok. 5,5 km, źródła na wysokości ok. 672 i 680 m n.p.m., ujście – ok. 385 m n.p.m.

## Opis
Wypływa z północnych zboczy Kamienickiego Grzbietu Gór Izerskich, powstaje z połączenia dwóch większych i kilku drobniejszych potoków mających swe źródła pomiędzy Sępią Górą, Wysoką a Blizborem. Początkowo płynie zalesioną doliną ku północy, pomiędzy Kotłem a Blizborem, później przez pola i łąki oraz między zabudowaniami wsi Gierczyn, gdzie wypływa na Pogórze Izerskie. Skręca ku północnemu wschodowi, płynie przez Kotlinę Mirską i uchodzi do Mrożynki w miejscowości Mlądz.